# El vaixell fantasma (pel·lícula)
El vaixell fantasma  (títol original: The Ghost Ship) és un pel·lícula estatunidenca dirigida per Mark Robson, estrenada el 1943. Ha estat doblada al català.
Va ser produïda per Val Lewton per a RKO Radio Pictures com a part d'una sèrie de pel·lícules de terror de baix pressupost. La pel·lícula es pot veure com un "thriller psicològic discret", un "drama de suspens" i un "melodrama enfonsat".
La pel·lícula tracta d'un jove oficial de la marina mercant que comença a sospitar que el capità del seu vaixell està mentalment desequilibrat i posant en perill les vides de la tripulació del vaixell. La tripulació del vaixell, però, creu que el vaixell està embruixat i maleït, i es produeixen diverses morts misterioses.
Després de la seva estrena teatral durant la nit de Nadal de 1943, la pel·lícula va ser un èxit de taquilla, però va rebre una acollida crítica variada. Al febrer de 1944, Lewton va ser demandat per plagi pels dramaturgs Samuel R. Golding i Norbert Faulkner, que van afirmar que el guió es basava en una obra que es va presentar a Lewton per a una possible pel·lícula. A causa de la demanda, El vaixell fantasma va ser retirat del l'estrena en cinemes i no es va mostrar durant gairebé 50 anys. No va ser fins que els drets d'autor de la pel·lícula no es van renovar i va entrar en el domini públic en la dècada de 1990, que va començar a estar disponible de nou, i va ser llançat com a part del DVD Val Lewton Horror Collection establert el 2005.

## Argument
Tom Merriam (Russell Wade), que acaba de sortir de l'escola naval i ha obtingut el grau d'oficial, embarca a l'Altaïr, vaixell mercant dirigit pel capità Stone. Al principi, tot sembla bé i Merriam es vincula amb el capità, Will Stone (Richard Dix). El vaixell, ja abreujat a causa de la mort d'un membre de la tripulació abans que sortís del port, gairebé perd un altre ("el grec") quan desenvolupa l'apendicitis. Prenent la direcció sobre la ràdio del vaixell, el capità ha de realitzar apendicitis, però és incapaç de fer la incisió. En canvi, Merriam elimina amb èxit l'apèndix del mariner, però –sentint que hauria de ser lleial al capità i evitar-li la vergonya– jura a l'operador de ràdio el secret. Després, el capità té una explicació egoista del seu fracàs.
Un dels membres de la tripulació, Louie, li diu al capità que ha d'entrar al port i agafar una nova tripulació. Poc després que el capità tanqui l'escotilla a la cadena. La Louie és a dins, i la cadena l'aixafa fins a la mort. Merriam creu que el capità Stone, que està obsessionat amb l'autoritat, ho va fer intencionadament. Quan atraquen a l'illa fictícia del Carib de "San Sebastian" Merriam intenta exposar la bogeria del capità en una comissió d'investigació. La tripulació parla favorablement del capità, inclòs el grec, que atribueix al capità salvar la seva vida. Merriam manifesta la seva intenció d'abandonar l'Altair.
Després de la investigació, el capità admet a una amiga (Edith Barrett) que tem que estigui perdent la ment. Poc després, Merriam està involucrat en una baralla a port i va quedar inconscient. Un dels seus antics companys de vaixell –sense saber que ha abandonat l'Altair– porta l'home inconscient de tornada a bord del vaixell abans que el vaixell marxi. Merriam es desperta a la nau i tem que el capità Stone, patològicament boig, pugui intentar matar-lo.
Merriam, menyspreat per la tripulació, descobreix que ja no pot tancar la porta a la seva cabina. Tement per la seva vida, intenta robar una arma del guarda-armes del vaixell, però s'enfronta amb el capità Stone. Stone s'atreveix a Merriam a intentar obtenir el suport de la tripulació, però Merriam és rebutjat per ells. Això canvia quan Radioman Winslow (Edmund Glover) rep un radiograma preguntant si Merriam està a bord, i el capità Stone ordena a Winslow que menteixi, responent que Merriam no ho està. L'emissor mostra a Merriam el radiograma de resposta del capità i diu que ara desconfia del capità i enviarà un missatge a l'empresa expressant la seva preocupació per la salut mental de Stone. No obstant això, quan surt de la cabina de Merriam, Winslow es troba amb el capità. Mentre els dos caminen un al costat de l'altre, Winslow deixa caure el radiograma del capità a la coberta, i és recollit per un tripulant analfabet, Finn the Mute (Skelton Knaggs), els monòlegs interns del qual serveixen com una mena de cor grec d'un sol home durant tota la pel·lícula.
El capità Stone ara ordena a Merriam que enviï un missatge de ràdio a l'oficina corporativa aconsellant-los que Winslow ha estat rentat per la borda. Merriam acusa el capità d'assassinar Winslow, i els dos lluiten. Els membres de la tripulació intervenen, i el capità té la tripulació lligant Merriam i el posa a la seva llitera. El capità té el primer oficial Bowns (Ben Bard) que administra un sedant a Merriam. Finn finalment lliura el radiograma del capità a Bowns. Després de llegir-lo, Bowns s'alarma profundament. El primer oficial parla amb altres membres de la tripulació, tots els quals ara comencen a qüestionar el seny del capità.
El capità Stone escolta la conversa de Bowns amb la tripulació, i es torna boig. Agafa un ganivet i entra a la cabina de Merriam per matar el jove oficial, però Finn arriba per intentar aturar-lo. Mentre la tripulació està a coberta cantant, Finn i el capità participen en una lluita desesperada a la foscor, durant la qual Finn mata el capità. Després de la mort del capità, Merriam es reincorpora i el vaixell torna al seu port natal de San Pedro.

## Repartiment
- Richard Dix: Capità Will Stone
- Russell Wade: Tom Merriam, 3r Oficial
- Edith Barrett: Ellen Roberts
- Ben Bard: Bowns, 1r Oficial
- Edmund Glover: Jacob 'Sparks' Winslow, el telegrafista

Actors que no surten als crèdits
- Robert Bice: Raphael
- Eddie Borden: Membre de la tripulació
- John Burford: Membre de la tripulació
- Tom Burton: William Benson
- Harry Clay: Tom McCall
- Alec Craig: El cec
- Boyd Davis: Charles Roberts
- George DeNormand: John
- Steve Forrest: Marin
- Skelton Knaggs: Finn, el mut
- Mike Lally: Membre la tripulació
- Sir Lancelot: Billy Radd
- Charles Lung: Long Jim
- Paul Marion: Peter, el grec
- Charles Norton: Mariner alemany
- Shirley O'Hara: Silueta
- Russell Owen: Membre de la tripulació
- Charles Regan: Membre de la tripulació
- Dewey Robinson: Boats

## Producció
RKO havia aconseguit un gran èxit financer amb Cat People (1942). La pel·lícula va costar 141,659 dòlars, però va aportar gairebé 4 milions de dòlars en els seus primers dos anys i va salvar l'estudi d'un desastre financer. RKO volia moure's ràpidament en una seqüela per construir l'èxit de Cat People, però el productor Val Lewton va voler fer la història de comèdia fantàstica "The Amorous Ghost". Mentre que Lewton i l'estudi es barallaven, Lewton va començar la producció a The Seventh Victim, una pel·lícula de misteri d'assassinat de terror, i el 12 de maig de 1943, RKO va anunciar que estava retardant la producció a la seqüela The Curse of the Cat People a causa de la manca de disponibilitat dels intèrprets clau. El cap de producció de RKO, Charles Koerner, no va voler que Lewton fos inactiu una vegada que va acabar la filmació a The Seventh Victim, ni va afavorir que Lewton dirigís una pel·lícula de terror ambientada al mar, utilitzant el conjunt de vaixells existents de l'estudi, construït per Pacific Liner (1939)."Ell trobaria el que anomenem un "set dempeus", i després adaptaria el seu guió al conjunt, fos el que fos. Així és com va fer The Ghost Ship. Va pujar a un set i va veure un petrolier, després va cuinar la idea d'aquest vaixell amb un capità assassin." Un erudit ha suggerit que Lewton va acceptar l'encàrrec en part perquè, com a mariner amateur, el comportament del capità del vaixell reflectia les opinions pròpies de Lewton sobre com gestionar un vaixell, però també perquè Lewton va veure la trama com una manera de criticar els seus superiors de micro-gestions a RKO. El pressupost, com amb totes les pel·lícules de Lewton, es va fixar en 150.000 dòlars.
En aquell moment, Lewton va afirmar que la idea de la pel·lícula era una original atribuïble a si mateix. Leo Mittler va fer el tractament i Donald Henderson Clarke va escriure el guió, tot i que Lewton va revisar significativament el guió i va escriure moltes línies de diàleg ell mateix.
Mark Robson va ser assignat a dirigir el juny de 1943. Robson era el director de RKO "més en sintonia amb la idea de terror psicològic de [Lewton]".Robson acabava d'editar Journey Into Fear d'Orson Welles, i hi ha diferents similituds estilístiques entre les dues pel·lícules. Robson i Lewton van optar per utilitzar il·luminació d'una sola font al llarg de la pel·lícula per fer els decorats i actuacions més interessants, i els decorats van ser dissenyats per utilitzar aquest tipus d'il·luminació.Els dos homes també van acordar continuar l'èmfasi de Lewton en el terror no vist i implícit. El director de fotografia Nicholas Musuraca, els directors d'art Albert S. D'Agostino i Walter E. Keller, i el compositor Roy Webb van treballar regularment amb Lewton, i ho van fer també a The Ghost Ship. Richard Dix va ser escollit perquè ja tenia contracte amb RKO per fer diverses pel·lícules "quickie", i fer The Ghost Ship ajudaria a complir el seu contracte sense gaire esforç. Russell Wade havia proporcionat una veu desembodiada a The Leopard Man, i aquesta va ser la seva primera actuació protagonitzada en una producció de Lewton. La seva actuació el va portar a ser elegida a The Body Snatcher (1945) de Lewton. L'estrella de cinema Lawrence Tierney, que més tard va veure modelar roba en un catàleg de Sears, Roebuck, va fer el seu debut a la pel·lícula. Sir Lancelot, un famós cantant de calypso, ja havia aparegut en papers de cantant en tres pel·lícules anteriors (incloent-hi I Walked with a Zombie).
La producció va començar el 3 d'agost de 1943. Molts detalls sobre les actuacions, la il·luminació, els angles de càmera, l'acció i els efectes es van elaborar amb antelació per tal de no només mantenir la pel·lícula sota pressupost, sinó també ajudar a aconseguir el suspens en un pressupost tan baix. Jared Criswell, antic pastor de l'Església Espiritualista de la Cinquena Avinguda de la Ciutat de Nova York, va servir com a consultor tècnic en la pel·lícula respecte a fenòmens psíquics. L'escena final de la pel·lícula entre el Finn, Pollo i el capità boig va ser filmada en un pla feblement il·luminat per augmentar el suspens i evitar que el públic endevini qui podria ser el vencedor, similar a la manera en què Jacques Tourneur i Lewton havien filmat una escena similar a Cat People.